# Marcus Roberts
Marcus Roberts (7 de agosto de 1963, Jacksonville, Florida) es un pianista estadounidense de jazz, que ha alcanzado renombre como uno de los recuperados de la tradición del jazz. Roberts interpreta con frecuencia a Thelonious Monk, aportando llamativas disonancias a sus composiciones.

## Biografía
Ciego desde su juventud, estudió en la "Florida School for the Deaf and the Blind", en St. Augustine, Florida, donde también había estudiado Ray Charles. Roberts comenzó a aprender piano muy joven, tomando clases con Leonidas Lipovetsky, mientras estudiaba en la Florida State University. En 1985, hizo su debut con el trompetista Wynton Marsalis, quien le escogió como acompañante.  Se convirtió en un cercano amigo y colaborador de Marsalis durante los siguientes años.
Tanto con Marsalis como sin su respaldo, Roberts grabó diversos álbumes, homenaje a los grandes del jazz. 
con frecuencia, en piezas como "Nebuchadnezzar", Roberts usa acordes y armonías tradicionales, aunque construyendo una estructura melódica y tonal expansiva. Así, ha adquirido renombre como intérprete de Monk, Ellington, Morton y Gershwin, entre otros. Realizó la banda sonora de la película Guinevere.
Roberts trabaja también como profesor de jazz en la Florida State University.

## Discografía

### Como líder
- The Truth Is Spoken Here (1988)
- Deep in the Shed (1989)
- Alone with Three Giants (1990)
- Prayer for Peace (1991)
- As Serenity Approaches (1991)
- If I Could Be with You (1993)
- Gershwin for Lovers (1994)
- Portraits in Blue (1995)
- Plays Ellington (1995)
- Time and Circumstance (1996)
- Blues for the New Millennium (1997)
- The Joy of Joplin (1998)
- In Honor of Duke (1999)
- Cole after Midnight (2001)
- A Gershwin Night  (2003)
- George Gershwin: Piano Concerto in F  (2006)
- New Orleans Meets Harlem, Volume 1  (2007)
- A Touch of Romance  (2007)
- From Rags to Rhythm (2007)

### Como acompañante
con Wynton Marsalis
- The Majesty of the Blues (1989)
- Intimacy Calling: Standard Time Vol.2 (1991)